# L'Or du shérif
Pour plus de détails, voir Fiche technique et Distribution.
L'Or du shérif (Uno sceriffo tutto d'oro) est un western spaghetti italien sorti en 1966, réalisé par Osvaldo Civirani, sous le pseudonyme de Richard Kean.

## Synopsis
Le shérif Jeff Randall sauve la vie à un hors-la-loi sur le point d'être pendu : à ce qu'il dit, il l'emmène se faire juger. En réalité, le shérif a besoin d'un complice pour voler de l'or. Mais c'est sans compter la femme de l'aubergiste chez qui ils doivent se retrouver, ni la bande de Vardas, un mexicain qui vit sur la frontière.

## Fiche technique
- Titre français : L'Or du shérif[1]
- Titre original italien : Uno sceriffo tutto d'oro
- Genre : Western spaghetti
- Réalisation : Osvaldo Civirani (sous le pseudo de Richard Kean)
- Scénario : Roberto Gianviti, Enzo Dell'Aquila
- Musique : Nora Orlandi (sous le pseudo de Jan Cristiane)
- Production : Osvaldo Civirani pour Wonder Films
- Photographie : Osvaldo Civirani
- Montage : Gian Maria Messeri
- Décors : Massimiliano Capriccioli
- Maquillage : Marcello Di Paolo
- Pays :  Italie
- Durée : 89 min
- Année de sortie : 1966
- Langue : italien
- Format d'image : 2.35:1
- Distribution en Italie : Indipendenti Regionali
- Date de sortie en salle en France : 10 juillet 1968[1]

## Distribution
- Luigi Giuliani (sous le pseudo de Louis Mc Julian) : Arizona Roy
- Caterina Trentini (sous le pseudo de Kathleen Parker) : Jane
- Jacques Berthier : Jeff Randall
- Roberto Messina (sous le pseudo de Bob Messenger) : Kent
- Fortunato Arena (sous le pseudo d'Ares Lucky) : Vargas
- Giovanni Ivan Scratuglia (sous le pseudo d'Ivan Scratt) : Tiger
- Aldo Rendine : directeur de la banque
- Luciano Rossi : Jack